# Кирил Стоименов
Кирил Тодоров Стоименов е български офицер, генерал-майор.

## Биография
Роден е на 12 февруари 1925 г. в пернишкото село Негованци. През 1944 г. завършва реална гимназия в Перник. От 15 октомври 1944 до 31 декември 1945 г. е войник в 7-и дивизионен артилерийски полк в Самоков. Между 1 януари и 14 октомври 1945 г. учи в Школата за запасни офицери. В периода 15 октомври 1945 – 14 октомври 1946 г. е помощник-командир на взвод в 7-и дивизионен артилерийски полк. От 15 октомври 1946 до 9 януари 1948 г. е учител в родното си село. На 10 януари 1948 г. е назначен за командир на взвод в 4-ти гвардейски артилерийски полк в София. Остава на този пост до 30 май 1948 г. От 1 юни до 31 декември 1948 г. е временно изпълняващ длъжността командир на батарея в същия полк. Между 1 януари и 14 ноември 1949 г. учи във Висшата офицерска артилерийска школа в Санкт Петербург. От 15 ноември 1949 до 9 октомври 1950 г. е началник на плановата секция Висшия офицерски артилерийски курс в София. В периода 10 октомври 1950 – 28 декември 1951 г. учи във Военната академия „Георги Раковски“. На 29 декември 1951 г. е назначен за старши помощник-началник на Оперативния отдел в Командването на артилерията. Остава на този пост до 1 януари 1953 г.
Между 2 януари и 18 ноември 1953 г. е заместник-началник на оперативния отдел на Висшето народно военно артилерийско училище. Бил е заместник-началник по учебната част на училището (19 ноември 1953 – 30 октомври 1955). В периода 31 октомври 1955 – 15 февруари 1963 г. е заместник-началник по учебната част, той и началник на Учебния отдел на Висшето народно военно артилерийско училище в Шумен. Между 16 февруари и 27 ноември 1963 г. е на курс за изучаване на оперативно-тактически ракети и тактически ракети в СССР. От 28 ноември 1963 г. до 15 юли 1964 г. е заместник-началник по учебната част, той и Учебния отдел на Висшето народно военно артилерийско училище. От 16 юли 1964 г. е първи заместник-началник на училището по учебната част, той и началник на неговия учебен отдел. Между 25 август 1969 и 29 септември 1972 г. е заместник-началник на училището. Първи командир на 84-та фронтова артилерийска дивизия (до 1983). В периода 30 септември 1972 – 29 септември 1983 г. е началник на училището. Между 30 септември 1983 и 30 септември 1986 г. е началник на Факултет „ПВО и ВВС“, инженерно-техническо и тилово осигуряване във Военната академия в София, където излиза в запас. От 1 октомври 1986 г. до 31 март 1987 г. е на разпореждане на Управление „Кадри“ по щат А-144 за уволнение. Излиза в запаса на 1 април 1987 г. През 2011 г. получава награда за най-изявен артилерист.

## Образование
- Реална гимназия, Перник – 1944
- Школа за запасни офицери – 1 януари и 14 октомври 1945 г.
- Висша офицерска артилерийска школа, СССР – 1 януари и 14 ноември 1949 г.
- Военна академия „Георги Раковски“ – 10 октомври 1950 – 28 декември 1951 г.

## Военни звания
- подпоручик – (10 януари 1948)
- поручик – (17 април 1950)
- капитан (29 декември 1951)
- майор (20 юли 1953)
- подполковник (27 юли 1957)
- полковник (6 септември 1962)
- генерал-майор (7 септември 1977)[4]

## Награди
- Медал „За безупречна служба“ – III ст.
- Медал „За безупречна служба“ – II ст.
- „9 септември 1944 г.“ – I ст. с мечове
- „Червено знаме“
- „Народна република България“ – III ст.